# Vestbirk vandkraftværk
Vestbirk vandkraftværk är ett vattenkraftverk och museum i Danmark. Den ligger längs Gudenå, ungefär 8 kilometer söder om Mossø.
Kraftverket tog över lokaler från Vestbirk Garn- og Trikotagefabrik, som brunnit 1920. Det byggdes av Horsens Omegns Forenede Vandkraftanlæg 1923-1924. Vid bygget leddes vattnet om för att få tillräcklig fallhöjd. Det skapades då sjöar som kom att bli populära bland sportfiskare. Verket såldes 1979 till staten. Det producerar fortfarande el, men fungerar också som museum. Sedan 1990 finns fisktrappa.